# Carnage (postać komiksowa)

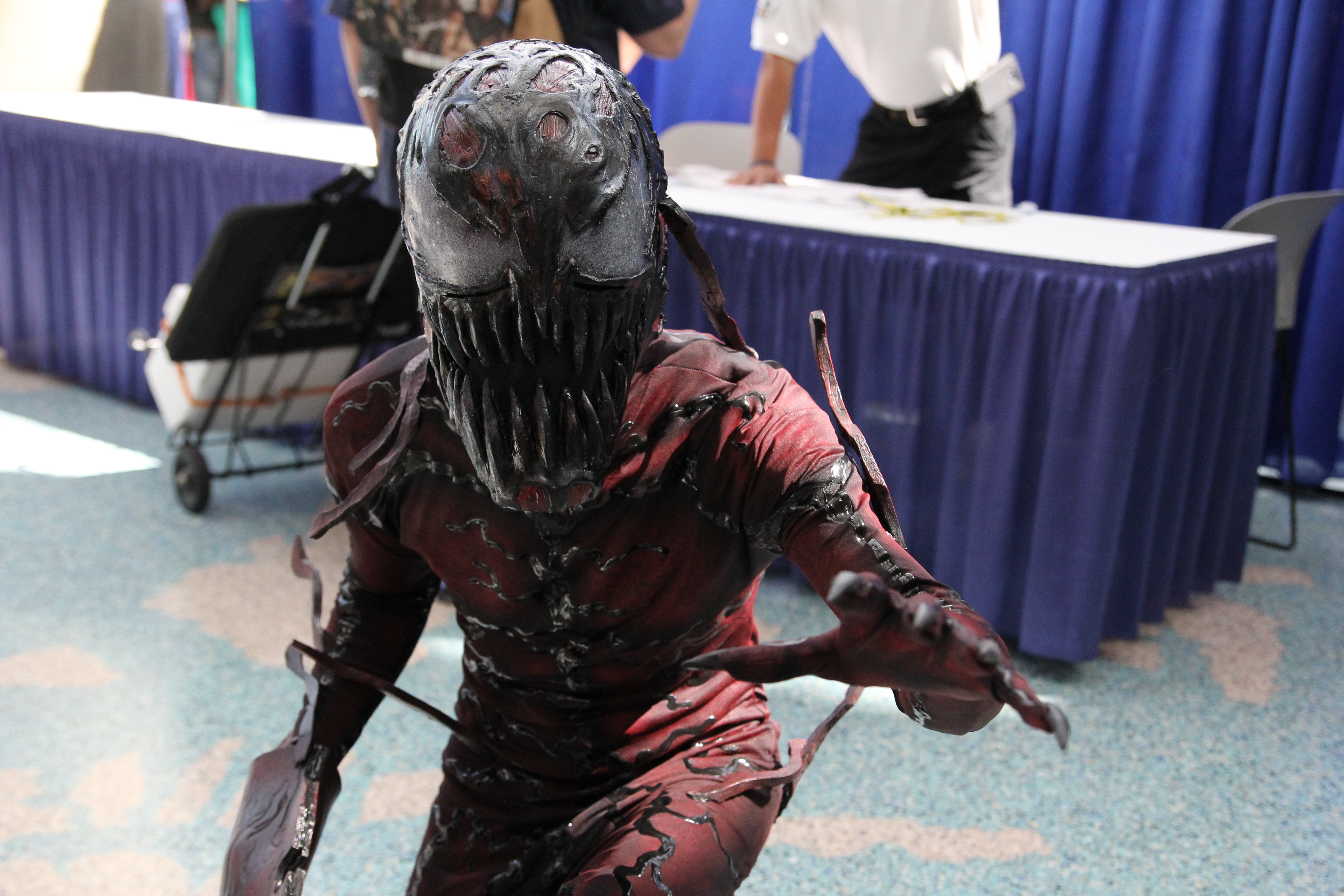
Cosplay postaci

Carnage, właśc. Cletus Kasady – postać z komiksów Marvela stworzona przez Davida Micheliniego i Marka Bagleya. Carnage to połączenie pozaziemskiej formy życia (nazwanej czerwonym symbiontem) z człowiekiem. Głównym nosicielem symbionta na przestrzeni lat był Cletus Kasady. Kasady po raz pierwszy pojawił się w Amazing Spider-Man #344, zaś jako Carnage zadebiutował w The Amazing Spider-Man #360.

## Cletus Kasady
Cletus Kasady to seryjny morderca. Jego matka została pobita na śmierć przez ojca Cletusa. Kasady spędził dzieciństwo w domu dziecka, gdzie z powodu swojego zachowania był prześladowany przez innych wychowanków domu oraz wychowawców. Kasady zemścił się mordując jednego z wychowawców i paląc placówkę. Zanim skończył dwadzieścia parę lat, został oskarżony o popełnienie jedenastu morderstw, ale sam przyznawał się do tuzina więcej. Cletus morduje podpierając się swoją filozofią, iż wszechświat jest naturalnie chaotyczny, a prawo i sprawiedliwość to perwersja.

## Carnage
Carnage, który jest potomkiem Venoma, złączył się z Cletusem w więzieniu. Miało to miejsce podczas ucieczki Eddiego Brocka. Nikt nie wiedział o tym, że Venom wyda na świat kolejny symbiont. Nowa forma życia charakteryzuje się czerwono-czarnym kolorem. Ten zabójczy symbiont zwykle formuje wiele macek, które mogą przybierać kształt różnych narzędzi służących do mordowania. Carnage miał syna o imieniu Toxin, który był bohaterem stojącym po stronie dobra, w przeciwieństwie do swojego ojca i dziadka.

## W innych mediach

### Film
- W filmie Venom (2018) w reż. Rubena Fleishera w rolę Cletusa Casady'ego wcielił się Woody Harrelson[1][2]. Aktor powrócił do tej roli w sequelu filmu, Venom: Let There Be Carnage (2021), gdzie był głównym antagonistą dla tytułowego bohatera[3].